# Chronologie de la bulle immobilière américaine des années 2000
La bulle immobilière américaine des années 2000 : après une croissance très rapide des prix immobiliers au début des années 2000, les prix immobiliers ont commencé à décliner en 2006 au niveau du marché résidentiel. Le sommet de la bulle a été observé en 2005, et les prix n'ont pas encore atteint tout à fait leur minimum fin 2011 .

## Années 1930
- 1933-1939 : Le New Deal, programme destiné à régler les problèmes issus de la grande dépression, est mis en place, avec en particulier des mesures permettant d'augmenter le nombre d'accédants à la propriété.
- 1934 : Le National Housing Act faisant partie du New Deal dont l'objet est de rendre plus accessibles la propriété immobilière et le prêt immobilier. La Federal Housing Administration (FHA) (plus tard département du Logement et du Développement urbain des États-Unis) et la Federal Savings and Loan Insurance Corporation (en) sont créées.
- 1938 : Fannie Mae est fondée par le gouvernement américain sous le New Deal. Il s'agit d'une entreprise appartenant à des actionnaires qui achète et sécurise les prêts immobiliers de manière à fournir une liquidité aux institutions qui prêtent de l'argent aux accédants à la propriété.

## Période 1968 - 1991
- 1968 : L'agence gouvernementale Federal National Mortgage Association (Fannie Mae) est transformée en une entreprise de statut privé mais sous convention publique (government sponsored enterprise GSE) qui achète et sécurise les prêts de manière à faciliter la liquidité du marché primaire hypothécaire. La dette de Fannie Mae n'est plus comptabilisée dans celle de l’État fédéral.

- 1970 : La Federal Home Loan Mortgage Corporation (Freddie Mac) est créée par le congrès afin d'acheter des prêts sur le marché secondaire, de les titriser et de vendre aux investisseurs des obligations liées à ces prêts immobiliers (mortgage back securities). Le coût moyen d'une nouvelle maison en 1970 est de 26 600 $  (140 582 $ en 2007). De 1960 à 1970, l'inflation augmente de 1,4 % à 6,5 % (une augmentation de 5,1 %), l'indice des prix à la consommation étant passé de 85 points en 1960 à environ 120 points en 1970. Le prix médian d'une maison a quasiment doublé passant de 16 500 $ en 1960 à 26 600 $ en 1970.

- 1971 : L'étalon or-dollar est abandonné. Le dollar n'est plus convertible en or. Il n'y a plus de contraintes sur la création de monnaie et de la dette par le système bancaire. La croissance monétaire menée par le gouvernement américain est quasiment sans limite, atteignant des milliers de milliards de dollars, causant une perte de valeur intrinsèque du dollar américain qui continue encore aujourd'hui.

- 1974 : l'Equal Credit Opportunity Act (en) impose des sanctions lourdes aux institutions coupables de discrimination raciale, de couleur de peau, de religion, d'origine nationale, de sexe, de statut marital ou d'âge.

- 1977 : Le Community Reinvestment Act est voté afin d'encourager les banques et les caisses d'épargne à offrir du crédit aux personnes à faible revenu ou possédant une petite entreprise (USC (en)[2]et seq.)[3],[4]. Auparavant, des entreprises ont mené des politiques discriminatoires (connues sous le nom de « redlining »)

- juillet 1978 : L'amendement 121 permet d'exonérer une unique plus-value de 100 000 dollars pour un vendeur âgé de 55 ans ou plus au moment de la vente[5].

- 1980 : Le Depository Institutions Deregulation and Monetary Control Act (en) de 1980 accorde aux entreprises de financement immobilier, incluant les caisses d'épargne, le pouvoir de faire des prêts à la consommation, des prêts commerciaux et de gérer des comptes courants avec une régulation limitée entre les banques en compétition incluant les caisses d'épargne; les caisses d'épargnes dépendant du trésor ou les instituts de prêts sont également exemptés des limites du taux d'usuraire[6]. Le coût d'une maison neuve en 1980 est de 76 400 $[7] (correspondant à une valeur de 189 918 $ en dollars de 2007).

- 1981 : L'amendement 121 exonérant la plus-value immobilière pour un vendeur âgé de 55 ans ou plus au moment de la vente voit son montant porté de 100 000 $ à 125 000 $[5].

- 1981 : Chaque banque fédérale établit un bureau des affaires communes afin d'assurer du respect du Community Reinvestment Act[8],[9].

- 1985–1991 : La crise des Savings and Loan est causée par la hausses des taux d'intérêt et par le développement du secteur de l'immobilier commercial et par la dérégulation excessive des caisses d'épargne et par la réduction du capital de réserve exigé, ce dernier étant tombé de 5 % à 3 % [10].

- 1986 : La réforme fiscale de 1986 (Tax Reform Act of 1986) élimine les réductions de taxe pour les intérêts payés sur les cartes de crédit encourageant l'usage de l'équité immobilière en utilisant le refinancement, prêt secondaire et crédit hypothécaire rechargeable (HELOC) par les consommateurs[11].

- 1986–1991 : La construction neuve passe de 1,8 à 1 million d'unités, au plus bas depuis la Seconde Guerre mondiale[12].

- 1989 : Les ventes dans l'ancien baissent de 12,6 % en un mois[13]. Le Financial Institutions Reform, Recovery and Enforcement Act (en) (FIRREA) promulgué qui établit la Resolution Trust Corporation (en) (RTC) fermant une centaine de caisses d'épargne insolvables et transfère l'autorité régulatrice à l'Office of Thrift Supervision (en) (OTS)[14].

- 1990 : Le coût moyen d'une maison neuve en 1990 est de 149 800 $[15] (correspondant à une valeur de 234 841 $ en dollars de 2007).

- 1991–1997 : Période de quasi non variation des prix immobiliers

- 1991 : Récession américaine, les prix des constructions neuves baissent. Un retour à la valeur initiale des prix est permis en 1997 par la croissance inflationniste.

## Période 1992-2000
- 1992 : Le Federal Housing Enterprises Financial Safety and Soundness Act of 1992 (en) exige que Fannie Mae et Freddie Mac dédient un pourcentage des prêts afin de promouvoir l'accès à la propriété en augmentant et la vente d'obligations ; l'agence Office of Federal Housing Enterprise Oversight (en) (OFHEO) est créée afin de les superviser[16],[17].

- 1994 : Le Riegle-Neal Interstate Banking and Branching Efficiency Act of 1994 (IBBEA) rappelle les provisions nécessaires issues du Bank Holding Company Act of 1956 (en) régulant les actions des sociétés mères de banque bank holding companies (en).

- 1995 : Le nouveau Community Reinvestment Act, la collecte de données au niveau des prêts immobiliers en fonction de critères comme le voisinage, le revenu ou la race [18]; Fannie Mae est autorisée à acheter des obligations de crédit immobilier à risque (issues de prêts « subprimes »)[17].

- 1997 : Taux (d'usure) de 29 % à la suite d'un refus pour les prêts conventionnels immobiliers[19].

- Juillet 1997 : Le Taxpayer Relief Act of 1997 (en) modifie les amendements 121 et 1034 qui sont remplacés par une exonération (accessible tous les deux ans) des plus-values égales à 500 000 $ pour un couple marié ou 250 000 $ pour un célibataire sur la vente d'un bien immobilier[20]. Ceci encouragera l'achat de résidences secondaires et l'investissement immobilier.

- Novembre 1997 : Fannie Mae aide les sociétés First Union Capital Markets et Bear, Stearns & Co à lancer la première titrisation publique de 384,6 millions de dollars d'obligations. Ces obligations sont garanties par Fannie Mae au niveau des intérêts et du principal[21],[22].

- 23 septembre 1998 : La Fed de New York monte un consortium afin de venir au sauvetage du hedge fund Long Term Capital Management.

- 1998 : L'augmentation des prix ajustés de l'inflation excède 10 % par an dans la majorité des métropoles de la côte ouest[23].

- Octobre 1998 : Le Financial Services Modernization Act est au sénat parce qu'aucune restriction au niveau du Community Reinvestment Act au niveau des groupes communautaires n'est présent dans la loi[24].

- Septembre 1999 : Fannie Mae diminue ses exigences afin d'encourager les banques à étendre les prêts immobiliers aux personnes dont la note de crédit n'est pas assez bonne pour se qualifier pour des prêts conventionnels[25].

- Novembre 1999 : Le Gramm-Leach-Bliley Act Financial Services Modernization Act rappelle Glass-Steagall Act, dérégulant le secteur financier, les banques et les assurances en une industrie de services financiers permettant ainsi une très large croissance des différents acteurs, limite la couverture des petites banques au niveau du Community Reinvestment[24].

- 1995–2001 : Bulle internet.

- 10 mars 2000 : Sommet de l'indice composite NASDAQ, explosion de la bulle internet.

- Octobre 2000 : Fannie Mae achète et titrise 2 milliards de dollars de prêt éligibles au Community Investment Act[26],[27].

- Novembre 2000 : Fannie Mae annonce que son Department of Housing and Urban Development (HUD) va consacrer 50 % de son activité aux familles à faible revenu, l'objectif étant de financer 500 milliards sous l'égide du Community Investment Act en 2010[28].

- Décembre 2000 : Le Commodity Futures Modernization Act of 2000 (en) définit les taux d'intérêt, les monnaies et les indices boursiers comme actifs non contrôlables et permet le commerce des Credit default swaps par les hedge funds, les banques d'investissement et les compagnies d'assurance avec un minimum de surveillance [29], ce qui a contribué à la crise de 2008 pour les banques Bear Stearns, Lehman Brothers et AIG[30],[31],[32].

## Période 2001 - 2006
- 1997–2005 : La fraude liée aux prêts augmente de 1,411 %[33].
- 2000–2003 : Début de la récession en 2000 (le début et son occurrence varie selon les pays).
- 2001–2005 : Bulle immobilière américaine.
- 2001 : La réserve Fédèrale américaine baisse son taux d'intérêt onze fois, de 6,5 % à 1,75 %[34].
- 2002–2003 : Taux de refus de prêt de 14 % au niveau des prêts conventionnels, la moitié du taux de 1997[19].
- 2002 : La croissance des prix immobiliers est supérieure ou égale à 10 % ou plus en Californie, Floride, et dans les États du nord-est[35].
  -  17 juin : Le président George W. Bush fixe l'objectif d'accroître de 5,5 millions d'accédants à la propriété pour les minorités en 2010 en octroyant des milliards de dollars en crédit d'impôts et subventions et un engagement par Fannie Mae de 440 milliards de $ afin d'établir l'organisation NeighborWorks America (en) en collaboration avec des organisations religieuses[36].
- 2003 : Fannie Mae et Freddie Mac achète pour 81 milliards de dollars d'obligations à risque dites «subprimes»[17].
  - Juin : Le chef de la Federal Reserve, Alan Greenspan, baisse son taux d'intérêt directeur à 1 %, le plus bas depuis 45 ans[37].
  - Septembre : L'admistration Bush recommande de donner la supervision de Fannie Mae et Freddie Mac à une nouvelle agence créé par le département du trésor américain des États-Unis. Ce changement a été bloqué par le congrès[38].
  - Décembre : Le président Bush signe l'American Dream Downpayment Act Department of Housing and Urban Development. L'objectif est de fournir une aide pour un apport maximum de 10 000 $ ou 6 % du prix d'achat de la maison selon le montant le plus important. de plus, l'administration Bush Administration réforme la procédure d'achat permettant une baisse des frais de fermeture de 700 $ par prêt. L'argument avancé est d'augmenter le taux de d'accession à la propriété pour tous les américains[39].
- 2003-2007 : La Réserve fédérale a sous-estimé sa mission de supervision et d'autorité régulatrice sur les banques, les courtiers en prêts et les autres prêteurs ayant abandonné les standards de prêts (historique d'emploi, revenu, notes de crédits, actifs, ratio prêt immobilier/valeur du bien et capacité à rembourser l'emprunt, mettant en valeur la capacité des prêteurs à tritriser les prêts immobiliers subprimes [29].
- 2004 : 
  - Record historique du nombre d'accédants à la propriété de 69,2 % [40].
  - HUD Fannie Mae et Freddie Mac élève leurs objectifs d'accession pour les quatre prochaines années passant de 50 % à 56 % argumentant leur retard derrière le secteur privé de 2004 à 2006. 434 milliards de dollars en obligations liées à des prêts à risques (subprimes)[17].
  - Octobre : La SEC suspend effectivement les règles concernant le capital net pour les cinq grandes firmes Goldman Sachs, Merrill Lynch, Lehman Brothers, Bear Stearns et Morgan Stanley. Libéré des limites gouvernementales au niveau de leur endettement, leur taux de levier augmente à 20, 30 voire 40 pour 1[41].
- 2004–2005 : En Arizona, Californie, Floride, Hawaii, et au Nevada, sont observées des hausses de prix record de plus de 25 % par an [42],[43].

- 2005–2012 : Explosion de la bulle immobilière américaine.
  - Février : L'Office of Thrift Supervision implémente de nouvelles règles qui permet aux caisses d'épargne de plus de 1 milliard d'actifs de respecter le Community Reinvestment Act (CRA) sans investir dans des communautés locales affectant ainsi l'offre de crédit à risques (subprimes).
  - Septembre : la FDIC,la Réserve fédérale, et l'Office of the Controller of the Currency permettent la diminution des réserves requis par le Community Reinvestment Act pour les petites banques, favorisant la pénétration des subprimes [18],[44].
  - Automne 2005 : Le boom du marché immobilier s'arrête brutalement; Du dernier trimestre 2005 au premier trimestre 2006, les prix médians nationaux baissent de 3,3 % [45].
- 2006 : Le ralentissement du marché continue. Les prix sont immobiles, les ventes baissent générant une croissance du stock. L'indice de la construction neuve est en baisse de 40 % à mi-août par rapport à l'année précédente.

## Année 2007
La vitesse de baisse des prix et des transactions comparativement à l'année précédente accélère au lieu de stagner avec le secrétaire du trésor américain Hank Paulson qualifiant le déclin du marché immobilier américain comme étant le risque le plus important pour l'économie américaine Les ventes de maisons continuent de baisser. Le plongeon des transactions dans l'ancien est le plus violent depuis 1989. Au premier trimestre 2007, l'indice immobilier Indice Case-Shiller montre des déclins annuels record au niveau national depuis 1991. L'industrie financière subprime s'effondre et les expropriations par les banques explosent (le double de 2006) ) et la hausse des taux d'intérêt sur les marchés financiers due à la contagion des problèmes du subprime aux autres catégories plus sûres de prêts immobiliers est une menace pour une poursuite du déclin des prix.
- Février–20 : Crise des subprimes Explosion de l'industrie des prêts hypothécaires à risque « subprime » ; plus de 25 établissements commercialisant ces prêts « subprimes » font faillite, annoncent des pertes significatives ou se mettent en vente [50],[51].
- 2 avril  : New Century Financial (en), le plus grand établissement de crédit à risques prêteur fait faillite sous l'égide du chapitre 11[52].
- 19 juillet : L'indice Dow Jones Industrial Average clôt à 14 000 pour la première fois de l'histoire[53].
- août : Les restrictions de crédit à l'échelle mondiale se propagent à cause de la découverte d'obligations liées à des prêts subprimes découvertes dans le portefeuille des banques et des hedge-funds autour du monde de BNP Paribas à Bank of China. De nombreux courtiers cessent d'offrir des prêts hypothécaires rechargeables pour la consommation et « stated income » loans. La Réserve fédérale injecte 100 milliards de dollars de manière à permettre aux banques d'emprunter à taux faible.
- 6 août : American Home Mortgage (en) fait faillite sous le chapitre 11[54].
- 7 août : La candidate démocrate Hillary Clinton propose un sauvetage d'un 1 milliard de dollars afin d'aider les propriétaires risquant l'expropriation[55].
- 16 août : Countrywide Financial Corporation (en), le plus grand intervenant au niveau des prêts immobiliers évite la banqueroute en recevant un prêt d'urgence de 11 milliards de dollars d'un consortium de banques[56].

- 17 août : La fédérale réserve baisse son taux directeur de 50 points de base de 6,25 % à 5,75 %[57].

- 31 août : Le président Bush annonce un sauvetage limité des accédants à la propriété étant en incapacité de rembourser les intérêts de leur prêt en forte augmentation[58]. La société Ameriquest (en), plus grand courtier de prêts immobiliers à risque aux États-Unis, arrête son activité[59].
- 1-3 septembre : Symposium économique de la Réserve Fédérale à Jackson Hole, WY où l'objet de discussion est la récession immobilière qui met en péril la croissance américaine. Plusieurs travaux critiques exposent l'idée que la banque fédérale doit utiliser la régulation et les taux d'intérêt afin de prévenir les bulles d'actifs [60] attribuant la responsabilité de l'explosion de la bulle immobilière à Alan Greenspan et à sa politique de taux d'intérêt très bas qui ont généré la bulle américaine[61],[62], enfin l'économiste de l'université de Yale Robert Shiller suggère un possible déclin des prix immobiliers de 50 %[63].

- 14 septembre : Une panique bancaire a lieu à la banque Northern Rock au Royaume-Uni à la suite de problèmes de liquidités relatifs à la crise des subprimes[64].

- 17 septembre : L'ancien chef de la FED, Alan Greenspan, reconnaît qu'il y avait une bulle spéculative dans l'immobilier[65],[66] et prévient qu'un large déclin à deux chiffres est possible pour la baisse des prix immobiliers bien plus importante que peut imaginer la majeure partie de la population.

- 18 septembre : La FED baisse son taux d'intérêt de 0,5 % (50 points de base) à 4,75 % afin de limiter les dommages au niveau de l'éclatement de la bulle immobilière américaine (Bulle immobilière américaine des années 2000)[67].

- 28 septembre  : Le célèbre animateur d'émission dédiée à la finance Jim Cramer prévient les américains The Today Show, « ne relevez pas le défi d'acheter une maison, vous allez perdre de l'argent » causant la fureur des agents immobiliers[68].

- 30 septembre : Affecté par la crise financière, le pionnier de la banque sur Internet NetBank (en) fait faillite [69]. NetBank Inc a été la plus grande faillite depuis la crise des savings and loan (en) au début des années 1990[70]. La banque suisse UBS UBS annonce la perte de 690 million de $ au premier trimestre[71].

- 30 septembre : Les prix immobiliers baissent de 4,9 % par rapport à septembre 2006 dans les vingt plus grandes métropoles américaines selon l'indice Case-Shiller Standard & Poor's. Il s'agit du neuvième mois de baisse[72].

- 10 octobre : Le gouvernement américain et l'industrie financière créent l'alliance Hope Now Alliance (en) afin d'aider les emprunteurs de prêts à risque (subprimes)[73].

- 15-17 octobre : Un consortium de banques américaines soutenu par le gouvernement américain annonce la création d'un super fonds « super-SIV » de 100 milliards de dollars afin d'acheter des obligations liées aux prêts immobiliers mortgage-backed securities dont la valeur de marché a fortement diminué lors de l'explosion de la bulle immobilière américaine[74]. Le chef de la banque fédérale Ben Bernanke exprime son inquiétude au sujet des dangers posés par l'éclatement de la bulle immobilière [75]. Le secrétaire du trésor Henry Paulson déclare que le déclin du marché immobilier est toujours en cours et le voit comme le risque le plus important pour l'économie américaine ... « Plus longtemps les prix de l'immobilier seront constants ou en baisse, plus grand sera l'impact sur la future croissance économique. »[46].

- 31 octobre : La Réserve fédérale baisse son taux directeur de 25 points de base à 4,5 % et son taux d'escompte également de 25 points à 5 %.
- 31 octobre : Les prix baissent de 6,1 % par rapport à octobre 2006 dans les vingt plus grandes métropoles américaines selon l'indice Case-Shiller Standard & Poor's. Il s'agit du dixième mois de baisse[72].
- 1er novembre : La Fed injecte 41 milliards de dollars sur les marchés financiers, il s'agit de la plus importante injection de monnaie depuis celle de 50,35 milliards du 19 septembre 2001.
- 6 décembre : Le président Bush annonce un plan afin de geler les taux d'intérêt d'un nombre limité d'emprunteurs à taux ajustables ARMs (en) pour cinq ans. Le plan est mené par l'alliance Hope Now Alliance (en). Son numéro de téléphone est le 1-888-995-HOPE[76]. Certains experts critiquent le plan comme étant « un bandage, alors que le patient a besoin de chirurgie »[77], un « teaser-freezer » (« gel des prix d'appel »)[78] ou un renflouage[79],[80].
- 11 décembre : La Réserve fédérale baisse son taux directeur de 25 points de base à 4,25 % et son taux d'escompte également de 25 points à 4,75 %.
- 12 décembre : La Réserve fédérale injecte 40 milliards de dollars sur les marchés financiers, en coordination avec d'autres banques centrales ; du Canada, du Royaume-Uni, de la Suisse et de l'Union Européenne.
- 24 décembre : Le consortium de banques, supporté par le gouvernement américain, abandonne officiellement le « super-SIV », plan de sauvetage destiné aux marchés des prêts immobiliers annoncé mi-octobre[81] citant un manque de demande pour des produits financiers risqués sur lesquels le plan était basé et sur le fait que le fonds était une idée très imparfaite, difficile à mettre en œuvre en pratique[81].

- 26 décembre  : L'indice Case-Shiller Standard & Poor's des prix immobiliers pour les vingt plus grandes métropoles américaines montre une baisse des prix pour le dixième mois consécutif et, plus inquiétant, montre l'accélération de la baisse qui s'est propagée à d'autres régions au cours du mois d'octobre[72]. Les prédictions des économistes sur la baisse globale des prix immobiliers par rapport au sommet de la bulle vont de 10–15 % à de plus large déclins de 30–50 % dans certaines régions[63],[72].

- 28 décembre  : Le rapport de novembre du département du commerce américain ne montre pas que le point bas est atteint mais une accélération surprenante de la baisse annuelle à la fois des transactions et des prix immobiliers dû à comportement rationnel basé sur des anticipations de futures baisses de prix[82].

## Année 2008
Les transactions dans l'immobilier ancien continuent de baisser. Peur d'une récession américaine. Corrections et volatilité globale des marchés actions :
- 2-21 janvier : Plongeon du marché actions.

- 24 janvier : L'association des agents immobiliers américains (NAR) annonce que l'année 2007 a été celle de la plus grande baisse au niveau des transactions dans l'ancien depuis 25 ans[83], et la première baisse nationale des prix immobiliers depuis de nombreuses années probablement depuis la grande dépression[84].

- 10 mars : L'indice Dow Jones est au plus bas depuis octobre 2006, baissant de plus de 20 % par rapport à son sommet observé cinq mois plus tôt.

- 14-18 mars : Les valeurs en baisse des obligations causées par l'explosion des défauts et des expropriations soumet la banque d'affaires Bear Stearns à des appels de marge de ses créditeurs, risquant ainsi la banqueroute et causant des turbulences sur les marchés financiers mondiaux. Lors du week-end, un accord encouragé par le secrétaire américain du Henry Paulson et le chef de Fédérale Réserve Ben Bernanke, permet à la banque JPMorgan d'acheter Bearn Stern pour une valeur de 2 dollars par action (comparé à la valeur de 170 $ par rapport au plus haut de 2007). En échange la Fed accepte les obligations dévaluées de Bear Sterns comme collatéral pour des prêts publiques au nouveau du nouveau système mis en place Term Securities Lending Facility (TSLF), permettant de sauver les banques américaines menacées d'insolvabilité[85].

- 1er mars-18 juin : 406 personnes sont arrêtées pour fraude aux prêts immobiliers lors d'une enquête à travers les États-Unis par le FBI, en incluant les acheteurs, les vendeurs et les autres intervenants de l'industrie financière[86].

- 18 juin : Le président du Senate Banking Committee (en) Christopher Dodd du Connecticut propose un sauvetage au sénat des courtiers de prêts à risque en difficulté comme Countrywide Bank (en), Dodd admettra avoir reçu un traitement spécifique, des avantages ainsi que des donations pour sa campagne électorale de Countrywide, qui considère Dodd comme un client particulier Friend of Angelo. Dodd a reçu une réduction de 75 000 $ de paiement de la part de Countrywide[87],[88]. Le président du Senate Finance Committee (en) Kent Conrad ainsi que des personnes à la tête de Fannie Mae notamment James A. Johnson ont aussi reçu des avantages au niveau de leur prêt dû à leur association avec le responsable de Countrywide Angelo Mozilo[87],[89].

- 19 juin : L'ex-manager de Bear Stearns a été arrêté par le FBI pour des accusations de fraude au niveau de la crise des subprimes. Le manager n'a pas présenté la situation financière réelle de ses fonds aux investisseurs tandis qu'à titre privé il retirait son investissement personnel[90].

- 30 juillet : L'Housing and Economic Recovery Act of 2008 (en) change l'exonération de 250 000 $/500 000 $ appliquées aux plus-values lors de la vente de maisons secondaires et de biens à la location[91].